# سلاح الدروع الملكي الأردني
سلاح الدروع الملكي الأردني هو أحد تشكيلات القوات البرية الملكية الأردنية التي تُشكل جزءاً من الجيش العربي. تأسس السلاح فعلياً في 1948؛ حيث استخدمت مدرعة (جي إم سي) ثم مدرعة مارمن هارنجتون مزودة بمدفع 2 رطل، وقد شاركت هذه المدرعة في حرب 1948. وابتداءاً من عام 1950 أخذ سلاح الدروع بالتطور شيئاً فشيئاً؛ إذ شُكلت فيه أول كتيبة مدرعة وهي «كتيبة المدرعات 1 الملكية»، وفي 1952 شُكلت كتيبة دبابات أُلفت من 3 سرايا دبابات، وقد كانت الدبابة المستخدمة آنذاك دبابة «فلنتاين» المزودة بمدفع 7 رطل. وفي ذات العام شُكلت «كتيبة المدرعات 2 الملكية» المزودة بمدرعات مارمن هارنجتون؛ ليعلن عن انطلاق سلاح الدروع تحت اسم السلاح المُصفَّح إضافةً إلى «مركز تدريب السلاح المصفح».

## التطور

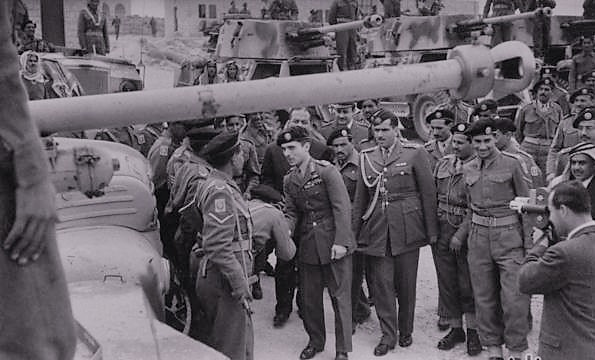
صورة تاريخية يظهر بها جلالة الملك المغفور له الحسين ، وهو يتابع عمليات سير سلاح الدروع الملكي

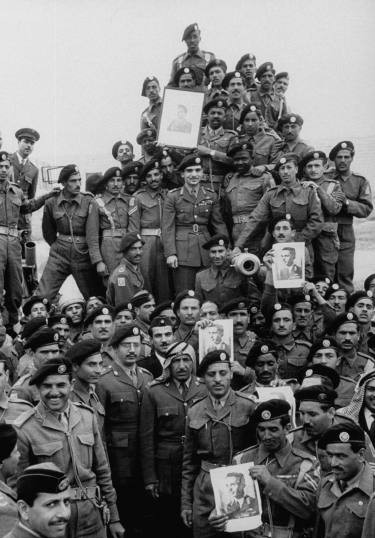
صورة جماعية تاريخية لرجال الدروع الملكي مع الملك الحسين

انطلق سلاح الدروع الملكي الأردني عام 1952 تحت اسم السلاح المصفح، وكان يَضُمُّ كلاًّ من كتيبتي المدرعات 1 و2 الملكيتين، إضافة إلى كلٍّ من كتيبة الدبابات 3 الملكية ومركز تدريب السلاح المصفح (المدرع لاحقاً).
وفي 1957 بُدّل اسم السلاح إلى السلاح المدرع الملكي وقد كان آنذاك، إضافةً للكتائب السابقة، يتألف من كتيبة الدبابات 4 الملكية وكتيبة الأمير عبد اللّه الآلية 1.
وفي 1958 شُكلت "كتيبة الدبابات 5 الملكية، وفي 1960 صار اسم السلاح القوة المدرعة الملكية، وفي 1963
شُكلت الألوية المدرعة 4 و5 و6 الملكية.
وفي 1966 شُكلت كتيبتي الدبابات 10 و12 الملكيتين، وفي 1968 صار اسم السلاح السلاح المدرع الملكي وكان يتألف، إضافة للوائين المدرعين 4 و6 ومركز تدريب السلاح المدرع، من لواء الحرس الملكي الآلي3.
وفي 1969 شُكل اللواء المدرع 99 والذي تحول اسمه إلى «لواء الشهيد وصفي التل» فيما بعد، كما تحول اسم السلاح ليكون الفرقة المدرعة 3 الملكية والتي تشكلت إضافة لما ذُكر من وحدة استطلاع الصحراء وسرية الدبابات المستقلة.
وفي 1970 شُكلت الفرقة الآلية 4 الملكية، كما شُكل اللوائين المدرعين 91 و92 عام 1971. وفي 1972 كتيبة الدبابات 13 الملكية، إضافةً إلى الفرقة المدرعة 5 الملكية ، وأصبح بعد ذلك اسم السلاح سلاح الدروع الملكي الأردني.

## الحروب
شارك سلاح الدروع في كل الحروب التي خاضها الأردن، حتى أن مشاركة الدروع في الجيش العربي سبقت التأسيس الرسمي للسلاح ليكون سلاحاً منفصلاً عام 1952. وتُعد كلٌّ من معركة الكرامة وحرب 1973 أبرز الحروب وأنجحها؛ حيث شارك في معركة الكرامة لواء مدرع وكتيبة دبابات مستقلة أردنية في مقابل لوائين مدرعين ولواء آلي على الجانب الإسرائيلي والمدعمة بالطائرات العمودية والحربية وكتائب المدفعية، وقد كانت النتيجة انتصار القوات الأردنية نصراً كبيراً. وفي حرب 1973 دعمت الأردن الجبهة السورية بلوائين مدرعين؛ إذ شارك اللواء الأردني المدرع 40 في الحرب تحت إمرة الفرقة المدرعة 3 العراقية. وقد نجحت المشاركة الأردنية في هذه الحرب على أكثر من صعيد، أهمها تأمين محور درعا - دمشق والجناح الأيسر للجيش السوري.

## أبرز الدبابات في الخدمة
| الحسين         | مدفع 120 ملم محلزن ل11 أ5 |
| خالد بن الوليد | مدفع 120 ملم محلزن ل11 أ5 |
| م60 أ3         | مدفع 105 ملم محلزن م68    |